# Río Chujutk
El río Chujutk (del ruso: Чухукт) es un corto río del distrito de Lázarevskoye de la unidad municipal de la ciudad-balneario de Sochi del krai de Krasnodar de Rusia. 

## Curso
Tiene una longitud de 7 km. Nace las estribaciones más occidentales del Cáucaso occidental, en las primeras cordilleras desde el mar, en las vertientes meridionales de la cordillera Bachto y el monte Zhemsi (1108 m) y discurre durante su curso en dirección predominantemente sursudoeste a través de una estrecha garganta, que recibe su nombre de la localidad situada en el valle y desembocadura del río, Katkova Shchel. Al sur de la desembocadura se halla el mikroraión Chemitokvadzhe.
Su régimen hídrico se caracteriza por un fuerte aumento de nivel del agua durante la fusión de la nieve y los períodos de fuertes lluvias. No se seca en verano. En el valle del río se han hallado varios dólmenes.